# خانه‌های مزرعه‌ای تزئین‌شده در هلسینگلاند
خانه‌های مزرعه‌ای تزئین‌شده در هلسینگلاند (سوئدی: Världsarvet Hälsingegårdar) یک میراث جهانی یونسکو، ثبت‌شده در تاریخ ۱ ژوئیه ۲۰۱۲ به عنوان پانزدهمین اثر ثبت‌شدهٔ سوئد است. پانزده خانهٔ مزرعه‌ای که در سدهٔ نوزدهم ساخته شدند به عنوان بهترین و حفظ‌شده‌ترین نمونه‌های سنت تزئینی و معماری محلی برگزیده شدند.
آماده‌سازی برای نامزدی، در دههٔ ۱۹۹۰ آغاز شد. نامزدی اولیه، مجموعه‌ای ناهمگن از خانه‌های مزرعه‌ای و محیط‌های مربوط به کشاورزی در هلسینگلاند بودند. پانزده سایت، که شامل یک روستای کامل نیز بود، برگزیده شدند. نخستین نامزدی، در کنفرانس سال ۲۰۰۹ در سویل رد شد. در دومین نامزدی که موفقیت‌آمیز بود، تمرکز بر سنت‌های محلی و اندرونی‌های تزئین‌شدهٔ خانه‌ها بود، که از عنوان میراث، «خانه‌های مزرعه‌ای تزئین‌شدهٔ هلسینگلاند» پیداست.